# 朝の国から
「朝の国から」（あさのくにから、 原題：아침의 나라에서、アチメ ナラエソ）は、キム・ヨンジャの楽曲。作詞は朴健浩、作曲は吉屋潤。1986年5月発売。

## 解説
韓国の放送局･MBCとソウル五輪組織委員会により、1988年に開催されるソウル五輪の公式ソングとして1985年から1986年にかけて制作された（歌詞は公募により1985年11月に決定。翌年春、12人の作曲家によるコンペティションの結果、吉屋潤作曲作品が採用された。）。
1986年秋にソウルで開催されたアジア競技大会の開会式にも使用され、2年後のオリンピックに向けたPR曲として普及していたが、直前になり組織委員会が世界中の人々に通用する楽曲を公式ソングに正式採用するという方針転換を行い、コリアーナの「ハンド・イン・ハンド」（ジョルジオ・モロダー作曲）に差し替えられた。韓国歌謡界の団体・関係者らが抗議したが覆らず、ソウル五輪本番では「朝の国から」は、閉会式に使用された。
1988年には、吉岡治の日本語詞により、キム・ヨンジャの日本再デビューシングルとしてバップから発売された。1989年、初出場した第40回NHK紅白歌合戦で歌唱された。
1991年と2007年には、カップリングを日本での次のシングル曲である「叱ってあげる」に変更した上で、日本でシングルが再発・再々発された。